# 최선의 삶
《최선의 삶》은 2021년에 개봉한 대한민국의 영화이다.

## 캐스팅
- 방민아 : 강이 역
- 심달기 : 아람 역
- 한성민 : 연소영 역
- 윤혜리 : 바 그라나다 종업원 역
- 김민재 : 스티커 사진가게 사장 역 (특별출연)

## 수상 목록
- 2020년 25회 부산국제영화제 : 촬영감독 이재우 - CGK&삼양XEEN상, 감독 이우정 - KTH상 수상.
- 2020년 46회 서울독립영화제 : 감독 이우정 - 선택상 수상.